# PGC 2176343
LEDA/PGC 2176343 ist eine Galaxie mit aktivem Galaxienkern im Sternbild Bärenhüter am Nordsternhimmel. Sie ist schätzungsweise 1 Milliarde Lichtjahre von der Milchstraße entfernt und hat einen Durchmesser von etwa 110.000 Lichtjahren. Vom Sonnensystem aus entfernt sich das Objekt mit einer errechneten Radialgeschwindigkeit von näherungsweise 22.700 Kilometern pro Sekunde.
Im selben Himmelsareal befinden sich unter anderem die Galaxien NGC 5886, NGC 5888, NGC 5889, PGC 2176983.